# Winchester (Ohio)
Winchester falu Adams megyében, Ohio államban, az Amerikai Egyesült Államokban.

## Demográfiai adatok
A 2000. évi népszámlálási adatok szerint Winchester lakónépessége 1025 fő, a háztartások száma 410, és 280 család él a faluban. Winchester népsűrűsége 146 fő/km². Winchesterben 448 lakóegység található, km²-ként 64 lakóegység. Winchester lakónépességének 99,02%-a fehér, 0,2%-a indián, 0,39%-a ázsiai és 0,39%-a kettő vagy több rasszba tartozik.